# Dinopanorpa megarche
Dinopanorpa megarche (лат.) — ископаемый вид скорпионниц, единственный представитель рода Dinopanorpa Cockerell, 1925. Приморский край, Россия (олигоцен, Amagu River, Oligocene terrestrial shale, Khutsin Formation, около 30 млн лет).

## История
Вид известен по единственному экземпляру голотипа (размер заднего крыла 30,0×11,0 мм), хранящегося в коллекциях музея Национального музея естественной истории (Вашингтон) под номером «69173», который был описан американским энтомологом и палеонтологом Теодором Коккереллом в 1925 году
Название рода составлено из комбинации двух греческих слов deino (ужасный, страшный) и «Panorpa» (типовой род семейства Panorpidae).

## Классификация
Первоначально в 1924 году род Dinopanorpa был помещен автором описания в состав современного семейства скорпионниц (Panorpidae). Это положение было изменено британским палеоэнтомологом Робертом Тилльярдом, который ревизовал род в 1933 году и перенёс Dinopanorpa в вымершее семейство Orthophlebiidae. Это действие было не только поддержано советским палеонтологом доктором О. Мартыновой, но и усилено ею путём синонимизации Dinopanorpa с родом Orthophlebia в 1962 году.
Позднее, эта синонимия была отменена и род восстановлен в 1972 году, когда Фрэнк Карпентер создал для этого даже специальное и отдельное семейство Dinopanorpidae. Хотя род и рассматривается монотипичным, имеются сообщения о новых видах, включаемых в него. В 1978 году Владимир Жерихин писал, что обнаружил новый вид скорпионниц рода Dinopanorpa в палеоцене (Tadushi Fromation) в Приморском крае.